# Colalémia
Colalémia é o termo médico utilizado para designar a presença de pigmentos e sais biliares no sangue. É frequente nos casos de obstrução dos canalículos e canais biliares, como o canal colédoco, denominando-se a patologia de colelitíase e coleducolitíase, respectivamente. Episódio comum em casos de icterícia obstrutiva.